# Bo Dallas
Taylor Michael Rotunda (ur. 25 maja 1990 w Brooksville, Floryda) – amerykański wrestler oraz aktor. Od grudnia 2022 roku ponownie podpisał kontrakt z WWE, gdzie obecnie występuje pod pseudonimem Uncle Howdy. Bardziej znany spod pseudonimu ringowego jako Bo Dallas. Jednokrotny, a przy tym najmłodszy aktualnie zdobywca mistrzostwa NXT Championship (tytuł zdobył mając niespełna 23 lata). Również jednokrotny posiadacz tytułów mistrzowskich WWE Raw Tag Team Championship (z Curtisem Axelem) oraz WWE 24/7 Championship.

## Kariera

### Wczesne życie
Uczęszczał do szkoły średniej Hernando High School w rodzinnym Brooksville na Florydzie, którą ukończył w 2008. W szkole średniej trenował zapasy oraz futbol amerykański (grywał na pozycji defensive tackle). Następnie podjął studia na Webber International University w Babson Park gdzie oferowano mu uniwersyteckie stypendium sportowe w futbolu amerykańskim jednak odrzucił tę propozycję, skupiając się na treningach w wrestlingu.

### Początki kariery zawodowego zapaśnika – Florida Championship Wrestling (2008 – 2012)
Jeszcze w 2008 Rotunda podpisał kontrakt z federacją Florida Championship Wrestling (FCW), będącej ciałem rozwojowym WWE. Zadebiutował w połowie listopada 2008 w walce przeciwko Kalebowi O'Neal. W 2009 występował pod różnymi pseudonimami w FCW a także założył tag team ze swoim bratem Duke’m Rotundo jako The Rotundo Brothers, którzy dwukrotnie sięgnęli po mistrzostwo drużynowe federacji FCW. Na początku 2010 The Rotundo Brothers prowadzili feud z The Usos, a w czerwcu Rotunda rozpoczął karierę solową by na początku lutego 2011 sięgnąć po główne mistrzostwo w FCW (FCW Florida Heavyweight Championship) pokonując Masona Ryana, a następnie stracił tytuł na rzecz Lucky’ego Cannona, z którym prowadził rywalizację aż do kontuzji jaką odniósł na początku września 2011, wakując mistrzostwo FCW Florida Heavyweight Championship. Pod koniec stycznia 2012 powrócił do FCW z powrotem pojawiając się w drużynie ze swoim bratem, występującym wtedy jako Husky Harris. W maju 2012 zaliczał występy podczas różnych house show WWE.

### NXT (2012 – 2014)
W czerwcu 2012 WWE przebranżowiło FCW w WWE NXT, a Rotunda zadebiutował w nowym programie w dniu 20 czerwca 2012 w gimmicku wesołego, beztroskiego i zawsze uśmiechniętego zawodnika o imieniu Bo Dallas. W NXT prowadził różne rywalizacje, a także wygrał miejsce w Royal Rumble match’u podczas gali Royal Rumble (2013) w styczniu 2013. Podczas tej walki przetrwał w ringu ponad 20 minut, a następnie został wyeliminowanym przez Wade’a Barretta, z którym następnie prowadził krótki feud. W maju 2013 zaczął przechodzić heel turn, porzucając powoli gimmick „wesołka” i stając się antagonistą wydarzeń. W czerwcu 2013 pokonał Big E Langstona zdobywając tytuł NXT Championship i ostatecznie przeszedł heel turn w sierpniu 2013. Wraz z końcem lutego 2014 stracił tytuł NXT Championship podczas gali NXT Arrival na rzecz Adriana Neville.

### Główny roster WWE – Bolieve (2014 – 2016); The Social Outcasts (2016 – 2017); The Miztourage i The B-Team (2017 – 2021)
Na początku kwietnia 2014 WWE zaczęła emitować motywacyjne winiety (sygnowane sloganem Bo-Lieve) podczas odcinków Raw mające na celu wprowadzenie Dallasa do głównego rosteru federacji. Na SmackDown i Raw zadebiutował dopiero wraz z końcem maja 2014 pokonując w obu walkach Sin Carę i rozpoczynając własną serię zwycięstw, która została zakończona przez R-Trutha pod koniec lipca 2014. Następnie prowadził kolejne rywalizacje, aż do jesieni 2014 kiedy uległ kontuzji stopy, powracając dopiero po czterech miesiącach absencji na galę WrestleMania 31 w marcu 2015. Nadal występował w różnego rodzaju walkach z różnymi zawodnikami WWE jednak bez większych osiągnięć. 
Wraz z początkiem Nowego Roku 2016, Dallas, Heath Slater, Curtis Axel i Adam Rose założyli własną stajnię o nazwie The Social Outcasts. Stajnia przetrwała ponad pół roku, by w maju 2016 zostać rozwiązaną ze względu na pracę aktorską zawodników przy filmie W cywilu 5: Pole bitwy. We wrześniu zaczął występować solo wnosząc podczas swoich wejść do ringu transparent z napisem „Bo-lieve in Bo”. Prezentował też ostrzejszy styl walki oraz przemawiał rymując wypowiadane zdania. W tym czasie prowadził walki z lokalnymi wrestlerami niezależnymi, założył drużynę z Curtisem Axelem oraz zwiódł krótki feud z Adrianem Neville. 
W czerwcu 2017 Dallas i Axel rozpoczęli program z The Mizem, który stwierdził, że obaj zawodnicy „zasługują na bycie gwiazdami jakimi w istocie są” i zaproponiwał im „stanowienie jego świty” (ang. entourage). W kolejnych tygodniach obaj Dallas i Axel zaczęli występy jako drużyna powiązana z The Mizem o nazwie The Miztourage, którzy w dalszych swoich występach często interweniowali w walkach The Miza na jego korzyść. W kwietniu 2018 obaj Axel i Dallas obrócili się przeciwko Mizowi, atakując go i kończąc sojusz.  
W maju 2018 dotychczasowa drużyna The Miztourage zmieniła nazwę na The B-Team. Na gali Extreme Rules (2018) The B-Team pokonali Bray’a Wyatta and Matta Hardy’ego zdobywając tym samym tytuł WWE Raw Tag Team Championship i utracili go na początku września 2018 na rzecz Dolpha Zigglera i Drew McIntyre’a po 50 dniach utrzymywania pasów mistrzowskich. Przez 2019 Dallas i Axel nadal występowali w tag teamie. 
We wrześniu 2019 Dallas sięgnął po tytuł WWE 24/7 Championship pokonując na zapleczu hali z pomocą Axela Drake’a Mavericka, jednak już kilka minut później utracił to mistrzostwo z powrotem na rzecz Mavericka. W połowie listopada 2019 po raz ostatni wystąpił w WWE podczas odcinka SmackDown by od grudnia przejść na urlop, o który prosił oficjeli WWE w związku z kontuzją szyi. Jego partner z drużyny - Curtis Axel został zwolniony z WWE wraz z końcem kwietnia 2020, natomiast kontrakt Dallasa został rozwiązany z federacją niespełna rok później, po prawie 13 latach występów w ramach WWE.

### Uncle Howdy (2022 – obecnie)
Na gali Extreme Rules (2022) w październiku 2022 powrócił jego brat Bray Wyatt - niedługo potem tajemnicza postać o imieniu Uncle Howdy (pol. Wujek Howdy) zaczęła prześladować Wyatta. Gimmick Wujka Howdy’ego stanowiła zagadkowa postać upiora w szarej masce przypominającej twarz Guya Fawkesa z długimi siwymi włosami, ubraną w czarny skórzany prochowiec i typowe dla motocyklistów skórzane mitenki oraz czarny cylinder, wokół którego owinięto koronę cierniową. Media zajmujące się wrestlingiem ustaliły, iż postać Uncle Howdy’ego odgrywa brat Braya Wyatta - Bo Dallas. 
W grudniu 2022 Wyatt i Howdy sprzymierzyli się przeciwko LA Knightowi, a następnie za kolejny cel obrali Bobby’ego Lashleya. W tym samym czasie sam Howdy czynił starania o pozyskanie sobie Alexy Bliss. W marcu 2023 Wyatt został wycofany z telewizji z powodu choroby, a wraz z nim wycofano również Uncle Howdy’ego - przerwano jego program z Alexą Bliss, która również została odwołana z występów ze względu na niespodziewaną ciążę i w rezultacie urlop macierzyński. Wczesną jesienią 2023 planowano powrót Wyatta i Howdy’ego do telewizji, jednakże w sierpniu 2023 Wyatt zmarł na zawał serca, a postać Uncle Howdy’ego nadal pozostała wycofana z programów produkowanych przez WWE. 
W dniu 5 kwietnia 2024, Bo Dallas pojawił się ze swoją siostrą Miką na ceremonii WWE Hall of Fame gdzie wprowadził swojego ojca (Mike Rotunda) i wujka (Barry Windham) jako tag team The U.S. Express do tej galerii sław. Jednocześnie podczas ceremonii Dallas złożył hołd swojemu zmarłemu bratu. 
Od odcinka Raw z dnia 8 kwietnia 2024, WWE zaczęła emitować winiety podczas reklam telewizyjnych, a także odgrywała tajemniczą muzykę w halach sportowo-widowiskowych podczas własnych show oraz nadawała kody QR na ekranach telewizorów podczas kolejnych odcinków Raw i SmackDown zwiastujące powrót Dallasa jako Uncle Howdy’ego do telewizji. Media zajmujące się wrestlingiem spekulowały, że kody QR zaprezentowane podczas tygodniowych programów WWE wskazywać mogą na nową stajnię o nazwie Wyatt 6 lub The Howdy 6, do której przynależeć mieliby oprócz Howdy’ego (jako przywódcy frakcji): Nikki Cross, Erick Rowan, Dexter Lumis i Joe Gacy (Lumis i Gacy byli członkami stajni o nazwie Schism w NXT) - szóstą zaś członkinią grupy miałaby zostać w przyszłości powracająca do WWE po urlopie macierzyńskim Alexa Bliss.
W postaci Uncle Howdy’ego, Rotunda powrócił w odcinku Raw z 17 czerwca 2024, będąc zwierzchnikiem nowej stajni o nazwie The Wyatt Sicks, która została zainspirowana postaciami z segmentu Firefly Funhouse prowadzonego w przeszłości przez Braya Wyatta. Zgodnie z przewidywaniami mediów zajmujących się wrestlingiem nową stajnię zamaskowanych wrestlerów odgrywają kolejno: Dexter Lumis (Mercy The Buzzard), Joe Gacy (Huskus The Pig), Nikki Cross (Abby The Witch) i Erick Rowan (Rambling Rabbit).

### Tytuły mistrzowskie i osiągnięcia
- Florida Championship Wrestling

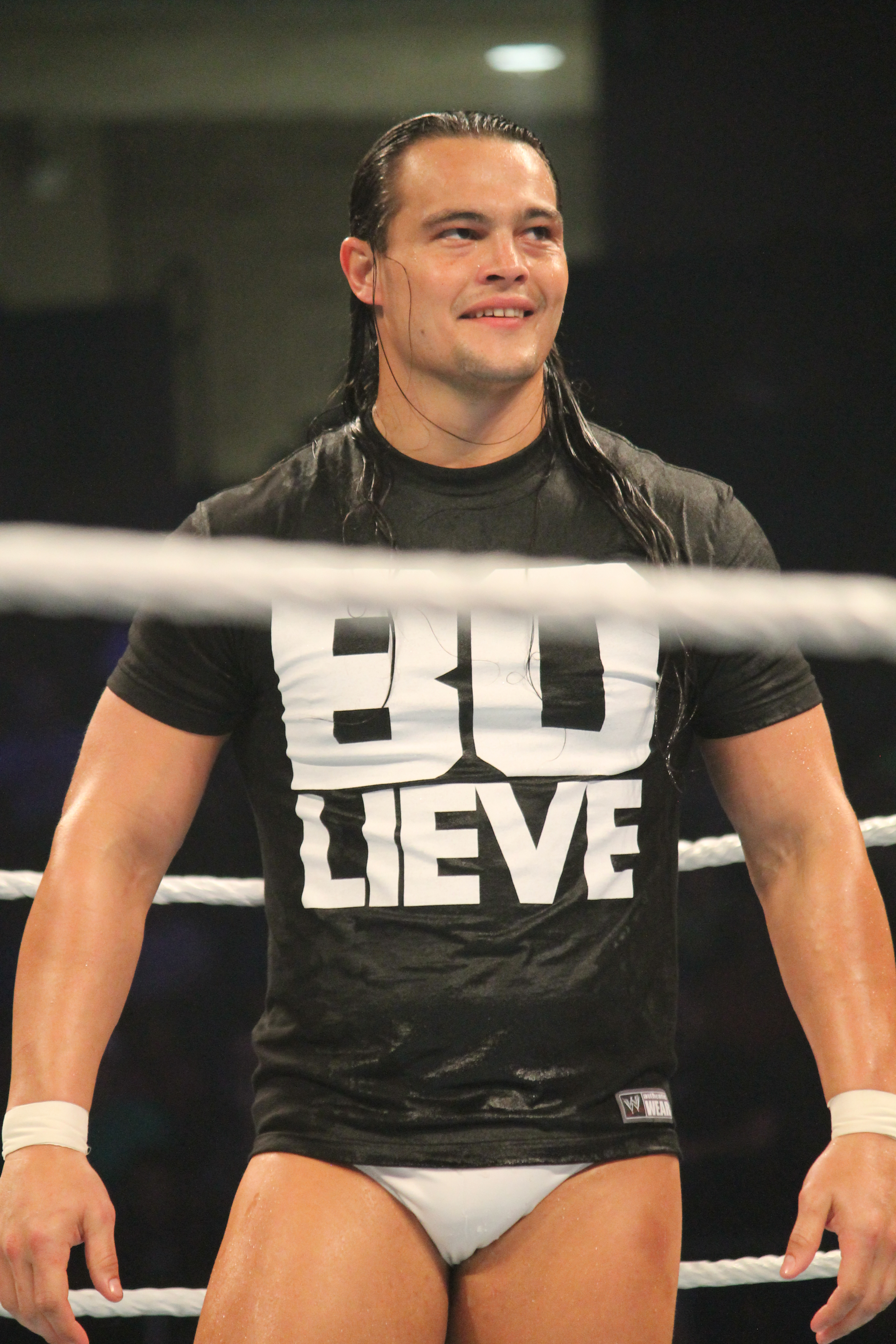
Bo Dallas w gimmicku Bo-Lieve w 2014.

  - FCW Florida Heavyweight Championship (3 razy)
  - FCW Florida Tag Team Championship (2 razy) – z Duke’m Rotundo/Husky Harrisem
- Pro Wrestling Illustrated
  - Sklasyfikowany na 73. miejscu wśród 500 najlepszych wrestlerów w zestawieniu PWI 500 w 2014 roku.
- WWE
  - WWE Raw Tag Team Championship (1 raz) – z Curtisem Axelem
  - WWE 24/7 Championship (1 raz)
  - NXT Championship (1 raz)

### Inne media i filmografia
Jego postać jako Bo Dallas pojawiła się w serii gier komputerowych traktujących o wrestlingu od WWE: WWE 2K15, WWE 2K16, WWE 2K17, WWE 2K18, WWE 2K19, WWE 2K20, WWE 2K Battlegrounds i WWE 2K23 jako postać DLC. Jako Uncle Howdy pojawił się w kolejnej odsłonie gier komputerowych od WWE – WWE 2K24. Jego postać również wystąpiła w serii gier na smartfony -  WWE Tap Mania, WWE Universe i WWE SuperCard. 
| Rok  | Tytuł                         | Rola              | Uwagi             |
| ---- | ----------------------------- | ----------------- | ----------------- |
| 2017 | W cywilu 5: Pole bitwy        | Alonzo            |                   |
| 2024 | Bray Wyatt: Becoming Immortal | We własnej osobie | Film dokumentalny |

## Życie osobiste i problemy z prawem
W latach 2014–2019 jego żoną była szwedzka armwrestlerka Sarah Bäckman. 
Jest wrestlerem trzeciej generacji – jego dziadek Blackjack Mulligan (Robert Deroy Windham), ojciec Mike Rotunda (Lawrence Michael Rotunda), wujkowie: Barry i Kendall Windham oraz zmarły pod koniec sierpnia 2023 starszy brat Bray Wyatt (Windham Rotunda) – również byli wrestlerami.
W lutym 2012 został aresztowany za prowadzenie samochodu pod wpływem alkoholu, jednakże jeszcze tego samego dnia uiścił kaucję w wysokości 500 dolarów amerykańskich przez co został zwolniony z więzienia. 
W sierpniu 2016 został aresztowany w Dallas za spożywanie alkoholu w miejscu publicznym (ang. public intoxication) po tym jak został usunięty przed wylotem z samolotu z Dallas do miasta Meksyk w Meksyku.